# Шернваль-Валлен, Эмилий Карлович
Барон Эмилий Карлович (Карл Канут Эмиль) Шернваль-Валлен (1806—1890) — министр, статс-секретарь Великого Княжества Финляндского.

## Биография
Родился в Финляндии, в городе Бьёрнеборге в семье выборгского губернатора, шведа, состоявшего на русской службе Карла Иоганна Шернвалля и Евы Густавы фон Виллебранд. В 1815 году Карл Шернвалль заболевает и умирает, а его 32-летняя вдова в 1816 году выходит замуж за видного выборгского сенатора и юриста Карла Йохана фон Валлена. Усыновленный своим отчимом Эмилий Карлович к своей фамилии присоединил фамилию Валлена. Брат известных красавиц А. К. Демидовой и Э. К. Мусиной-Пушкиной, спутник А. С. Пушкина, упомянутый в «Путешествии в Арзрум».
В 1823 г., он поступил в университет (находившийся в то время в Або, и затем переведенный в Гельсингфорс), а в 1825 г. поступил в военную службу, в Вильманстрандский полк.
В 1830 году, в качестве офицера Генерального Штаба, он состоял при фельдмаршале графе Паскевиче-Эриванском и затем, через два года, переведен был в лейб-гвардии Павловский полк. В 1836 г. подал в отставку и перешел на гражданскую службу, был назначен чиновником особых поручений при графе Ребиндере, бывшем в то время статс-секретарем Финляндии.
В 1840 г. он получил звание камер-юнкера и назначен чиновником особых поручений при Августейшем попечителе Гельсингфорского университета, Наследнике Цесаревиче Александре Николаевиче. Три года спустя он получил должность секретаря Гельсингфоргского университета, а в 1854 году состоял чиновником особых поручений при финляндском генерал-губернаторе, причем получил чин действительного статского советника и возведен был в баронское достоинство.
В 1855 году получил звание камергера, а в 1857 году назначен был товарищем министра статс-секретаря Финляндии и в этом звании принимал участие в комитете Финляндских дел, в качестве одного из постоянных членов. В 1861 году, произведенный в тайные советники, он, по смерти графа Армфельдта, назначен был статс-секретарем Великого Княжества Финляндского.
В 1881 году вышел в отставку и поселился в Гельсингфорсе, где и умер.

## Награды
Российской Империи:
- Орден Святого Станислава 1-й степени (1856)
- Орден Святой Анны 1-й степени (1859)
- Орден Святого Владимира 2-й степени (1864)
- Орден Белого орла (1866)
- Орден Святого Александра Невского (1870)

Иностранных государств:
- Орден Полярной звезды, кавалер большого креста (1875)